# Ježek Sonic 2 (film)
Ježek Sonic 2 (angleško Sonic the Hedgehog 2) je ameriško-japonski akcijski film iz leta 2022. Film je nadaljevanje prvega dela, leta 2024 pa je izšel še tretji del.

## Zgodba
Približno osem mesecev po zmagi nad Robotnikom se Tom in Maddie odpravita na poroko Maddiene sestre Rachel, na Havaje. Sonica, ki je ostal sam doma, napade doktor Robotnik. Ta se je s pomočjo ehidne Knucklesa vrnil na Zemljo. Sonica reši Miles „Tails“ Prower, dvorepi lisjak. Sonic Tailsa prepriča, da mu pomaga najti glavni smaragd, medtem ko Robotnik med ponovnim srečanjem s svojim pomočnikom Stoneom, ponudi pomoč Knucklesu. Sonic in Tails se po dolgi poti znajdeta v Sibiriji. Tja ju pripelje zemljevid Sonicove zaščitnice iz otroštva, Krempelj. Tam naj bi se namreč nahajal kompas, ki vodi do glavnega smaragda. Robotnik in Knuckles dvojico izsledita. Knuckles Sonicu razkrije, da je dne, kot je Sonic izgubil Krempelj, on izgubil očeta in svoje pleme. Kljub kratkemu trenutku sočutja, Knuckles in Robotnik ukradeta kompas.
Knuckles začne dvomiti o Robotnikovi zvestobi in časti po tem, ko vidi, kako se slednji se posmehuje Sonicu, ker je namesto kompasa rešil poškodovanega Tailsa .
Sonica in Tailsa reši Tom s tem, ko uporabi vrnitveni obroč in ju teleportira na poroko. Rachelin zaročenec Randall in njegovi poročni gostje se razkrijejo kot tajni agenti Globalne delovne skupine (GNUS) (angleško Guardian Units of Nations, G. U. N.). Ti Sonica, Tailsa in Toma zaprejo. Trojico rešita Maddie in Rachel. Robotnika in Knucklesa medtem kompas pripelje do vodnega tempelja sredi katerega se nahaja glavni smaragd.
Ker Sonic krivi sebe za Tailsove poškodbe, se odloči, da se bo sam soočil z Robotnikom in Knucklesom. Zatem odide v tempelj, kjer se spoprime z Knucklesom. Robotnik izrabi priložnost in zgrabi smaragd, s katerim se ob dotiku zlije v eno. Sonic in Knuckles z medsebojnim pomaganjem zapustita podirajoči se tempelj. Ko se povsem izmučena znajdeta na obali, se nad njima pojavi rdeče dvokrilno letalo s Tailsom na čelu.
V Green Hillsu Robotnik z močjo smaragda ustvari sebi podobnega velikanskega robota. Sonic, Tails in Knuckles se skupaj borijo proti robotu ter si povrnejo glavni smaragd, vendar le-ta razpade na sedem Smaragodv Kaosa. Z le-temi smaragdi Sonic doseže svojo "super" obliko. Neranljiv in izjemno močan uniči robota in (nedokazano) ubije Robotnika. Nato se smaragdi zopet povrnejo v prvotno stanje. Knuckles popravi glavni smaragd. Skupaj s Sonicom in Tailsom se nato dogovorijo, da je varovanje glavnega smaragda naloga vseh treh.
V skritem prizoru po zaključni špici so prikazani agenti varovalnih enot narodov med preiskovanjem uničenega robota. Agentka poveljniku enot zaupa, da so med datotekami o Robotniku odkrili dokumente, stare 50 let. Dokumenti naj bi vsebovali koordinate za tajni raziskovalni objekt. Prikaže se steklena kapsula v kateri se nahaja postava črne barve, ježek Shadow.

## Zasedba

### Angleški izvirnik
- Ben Schwartz kot Ježek Sonic[3]
- Colleen Villard kot Miles „Tails“ Prower[4]
- Idris Elba kot ehidna Knuckles[5]
- James Marsden kot Tom Wachowski[6]
- Jim Carrey kot dr. Ivo Robotnik[7]
- Tika Sumpter kot Maddie Wachowski[8]
- Natasha Rothwell kot Rachel[9]

### Slovenska sinhronizacija
- Voranc Boh kot Ježek Sonic[10]
- Teja Bitenc kot Miles „Tails“ Prower[11]
- Nejc Heine kot ehidna Knuckles[12]
- Miha Rodman kot Tom Wachowski[13]
- Goran Hrvaćanin kot dr. Ivo Robotnik[14]
- Ana Maria Mitić kot Maddie Wachowski[15]
- Karin Komljanec kot Rachel[16]

## Produkcija
Jim Carrey je še pred izidom prvega dela, januarja 2020 izjavil, da bi Robotnika igral tudi v nadaljevanju.
James Marsden je aprila istega leta izrazil željo po nadaljevanju filma. Želel si je tudi, da bi v nadaljevanju nastopilo več likov iz serije videoiger. Februarja 2021 je bil za film potrjen naslov Sonic the Hedgehog 2.
Film temelji na igrah Ježek Sonic 2 in Ježek Sonic 3, čeprav ne služi kot polna adaptacija ne ene, ne druge igre.

## Nadaljevanje
Februarja 2022 je bil s strani podjetij Sega of America in Paramount Pictures potrjen tretji del, ki naj bi izšel 20. decembra 2024. Poleg tega je bila za leto 2023 potrjena spin-off serija, ki se bo osredotočala na Knucklesa. Novica je referenca na igri Ježek Sonic 3 in Sonic & Knuckles, kateri igralec lahko kombinira v eno igro, Sonic 3 & Knuckles.